# René Saffirio

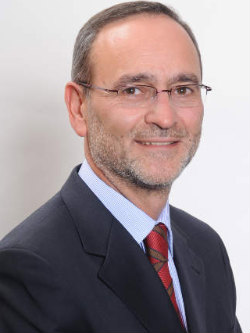
René Saffirio Espinoza, 2010

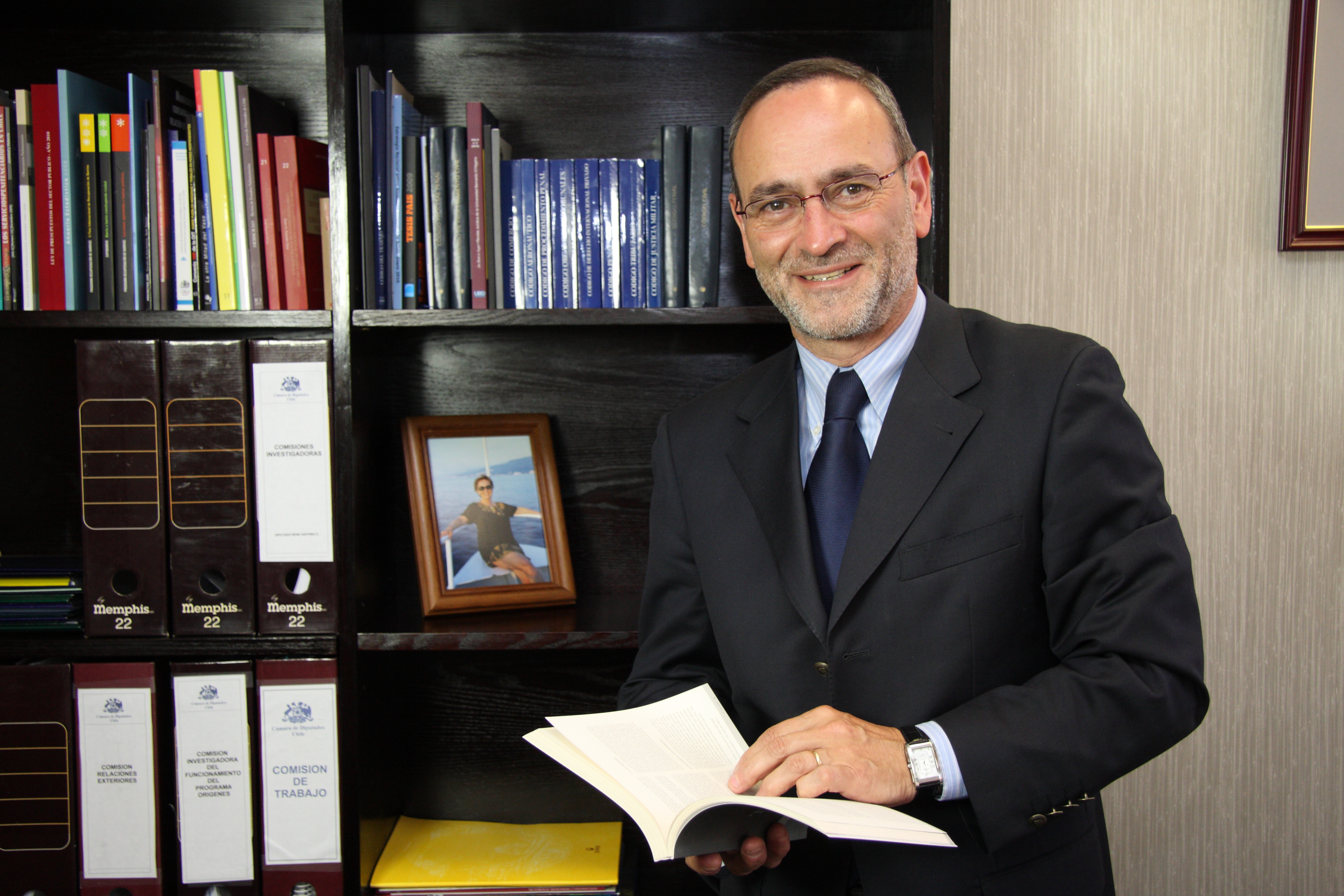
2009

René Fernando Saffirio Espinoza (* 9. Oktober 1955 in Temuco) ist ein chilenischer Politiker.

## Leben
Er wurde als Sohn von Constantino Saffirio Vásquez und Lya Espinoza Sánchez geboren. Nach dem Besuch der Schulen Instituto Mercedario de Victoria und der Escuela Industrial de Temuco nahm er ein Studium der Rechtswissenschaften an der Universidad de Chile auf, das er 1977 abschloss. Saffirio Espinoza war dann als Rechtsanwalt für die Menschenrechtsorganisation Vicaría de la Solidaridad tätig.
Schon in der Schulzeit engagierte er sich politisch und trat 1969 der Partido Demócrata Cristiano de Chile bei, für die er in verschiedenen Funktionen tätig war.
Von 1990 bis 1992 war er Justizminister der chilenischen Región de la Araucanía. 1992 wurde er zum Bürgermeister von Temuco gewählt. 1996 und 2000 gelang ihm die Wiederwahl. Von 2004 bis 2009 war er für die Universidad Mayor tätig. Außerdem war er von 2006 bis 2009 Mitglied des Berufungsgerichts von Temuco.
2009 wurde er für die Partido Demócrata Cristiano im Bezirk 50, zu dem neben Temuco auch die Gemeinde Padre Las Casas gehört, für die Legislaturperiode 2010 bis 2014 mit 28,7 % in den Chilenischen Nationalkongress als Abgeordneter gewählt. Er war unter anderem Mitglied der Ausschüsse für Äußeres und Arbeit. Im November 2013 erfolgte seine Wiederwahl mit 36,8 % für die Legislatur 2014 bis 2018. Er gehört den Ausschüssen für Arbeit und soziale Sicherheit, Verfassung, Gesetzgebung und Justiz sowie der Kontrollkommission für die Geheimdienste an, dessen Vorsitzender er seit 2014 ist. Am 25. Mai 2016 trat er aus der Partido Demócrata Cristiano aus und gehörte dem Nationalkongress als Unabhängiger an.
Im November 2017 trat er als unabhängiger Kandidat zu den Neuwahlen an und wurde für den Bezirk 23 in den Nationalkongress für die Legislaturperiode 2018 bis 2022 gewählt.

## Familie und Reisen
Saffirio Espinoza ist verheiratet und Vater eines Sohnes.
1995 besuchte er Deutschland und trug sich in das Goldene Buch der Stadt Magdeburg ein.